# 尾關梨香
尾關梨香（日语：／ Ozeki Rika */?，1997年10月7日—）是日本女藝人，為女子偶像團體櫻坂46前成員，神奈川縣出身。2015年以櫸坂46一期生身分出道。2022年9月11日自櫻坂46畢業。

## 經歷
2015年8月21日，通過最後審查正式成為更名後的櫸坂46創團成員。
2016年4月6日，以櫸坂46第一張單曲《沉默的多數》正式出道
2017年10月25日發行的櫸坂46第五張單曲《就算風吹》中首次在單曲演出中站在第一排。
2019年4月7日，接續成員長濱禰留擔任團體冠名廣播節目《櫸坂46 這裡是有樂町星空放送》（日本放送）的第三代主要主持人。
2020年3月，從大學畢業。
2021年5月7日，因健康狀況不佳需要休養，而暫停演藝活動。隔日，尾關亦在部落格上表示暫停活動，但其部落格仍有更新。7月9日，於「W-KEYAKI FES. 2021」中正式回歸。
2022年5月29日，從擔任約三年的《櫻坂46 這裡是有樂町星空放送局》主要主持人畢業。6月14日，於櫻坂46官網的個人部落格中宣布將於櫻坂46第一張專輯《As you know?》的宣傳活動結束後，自櫻坂46畢業。7月24日，原定於富士急樂園Conifer Forest舉行的「W-KEYAKI FES. 2022」最終日公演中與原田葵共同舉辦畢業典禮，後因多名成員感染新冠肺炎而取消。8月20日，於「W-KEYAKIFES.2022」代替公演的最終日公演中補辦畢業典禮。9月11日，參加櫻坂46第一張專輯《As you know?》應徵抽選企畫決定特別談話會，正式從櫻坂46畢業，並從演藝圈引退。9月12日，最後一次出演櫻坂46的冠名節目《轉角就是櫻坂？》。9月16日，隨團體出演音樂節目《MUSIC BLOOD》，同時也是最後一次以櫻坂46成員的身分出演電視節目。9月25日，最後一次更新部落格。10月31日，尾關位於櫻坂46官方網站內的個人部落格正式關閉。
2023年4月6日，開設個人Instagram帳號。
2024年10月2日，發行數碼寫真集《再會》，時隔兩年回歸演藝圈

## 人物
- 特技是書法（硬筆字及毛筆字都得過特待生[36][註 1]）[1]、競技體操[37]。
- 曾學習7年的鋼琴[38]。
- 有一個哥哥和一個姐姐[38]。
- 其獨特的風格被櫸坂46冠名節目《櫸字、會寫嗎?》的主持人稱之為尾關Style[39]。
- 喜歡的乃木坂46成員是生田繪梨花[40]。
- 國中時和日向坂46成員潮紗理菜是同班同學[41]。
- 與團體冠名節目《櫸字、會寫嗎?》、《轉角就是櫻坂？》擔任主持人之一的澤部佑關係很好。在尾關休養期間，節目製作組為了澤部特別製作了按壓就有尾關發出「澤部さん」聲音的尾關的人形立牌[42]。也在雜誌《Quick Japan》的原市特集的「澤部佑側寫紀錄」中登場[43]。
- 雖然喜歡的搞笑藝人為上田晉也，卻在參加《Cream Quiz Miracle 9的時，將上田叫成在團體冠名節目擔任主持人之一土田晃之的姓氏[44]。
- 與岡本夏美是好友，多次出現在岡本的Instagram上[45]。
- 興趣是喜歡吃地瓜，非常渴望可以得到在農田裡挖地瓜的外景工作。
- 與家人間關係良好，曾在櫸坂46冠名節目《櫸字、會寫嗎?》中視訊以及電話出演。父親也曾投稿至尾關主持的廣播節目《櫻坂46 這裡是有樂町星空放送局》中[46]。

## 音樂作品
- 標註「★」符號表示該首歌曲有拍攝MV。

### 單曲
櫸坂46
|     | 發行日期         | 單曲名稱         | 參與歌曲名稱     | MV | 備註            |
| --- | ---------------- | ---------------- | ---------------- | -- | --------------- |
| 1st | 2016年04月06日   | 沉默的多數       | 沉默的多數       | ★  | 出道作品        |
| 1st | 2016年04月06日   | 沉默的多數       | 牽手回家吧       | ★  |                 |
| 1st | 2016年04月06日   | 沉默的多數       | 沒有你           |    |                 |
| 2nd | 2016年08月010日  | 世界上只有愛     | 世界上只有愛     | ★  |                 |
| 2nd | 2016年08月010日  | 世界上只有愛     | 談談未來吧…      | ★  |                 |
| 3rd | 2016年011月030日 | 兩人季節         | 兩人季節         | ★  |                 |
| 3rd | 2016年011月030日 | 兩人季節         | 大人都不相信     | ★  |                 |
| 3rd | 2016年011月030日 | 兩人季節         | 制服與太陽       | ★  |                 |
| 4th | 2017年04月05日   | 不協和音         | 不協和音         | ★  |                 |
| 4th | 2017年04月05日   | 不協和音         | W-KEYAKIZAKA之詩 | ★  | 櫸&平假名櫸坂組 |
| 4th | 2017年04月05日   | 不協和音         | 獨特自我         | ★  |                 |
| 5th | 2017年04月05日   | 就算風吹         | 就算風吹         | ★  | 擔任前排成員    |
| 5th | 2017年04月05日   | 就算風吹         | 避雷針           | ★  |                 |
| 6th | 2018年03月07日   | 打破玻璃！       | 打破玻璃！       | ★  |                 |
| 6th | 2018年03月07日   | 打破玻璃！       | 該回去森林了吧？ | ★  |                 |
| 6th | 2018年03月07日   | 打破玻璃！       | 浴室旅程         | ★  |                 |
| 7th | 2018年08月015日  | 矛盾心理         | 矛盾心理         | ★  |                 |
| 7th | 2018年08月015日  | 矛盾心理         | Student Dance    | ★  |                 |
| 7th | 2018年08月015日  | 矛盾心理         | I'm out          |    |                 |
| 7th | 2018年08月015日  | 矛盾心理         | 音樂教室裡的單戀 | ★  |                 |
| 8th | 2019年02月027日  | 黑羊             | 黑羊             | ★  |                 |
| 8th | 2019年02月027日  | 黑羊             | Nobody           | ★  |                 |
| 8th | 2019年02月027日  | 黑羊             | 聖誕節的道歉     | ★  |                 |
| -   | 2020年8月21日    | 誰來鳴響那鐘聲？ | 誰來鳴響那鐘聲？ | ★  | 數字單曲        |

櫻坂46
|     | 發行日期         | 單曲名稱       | 參與歌曲名稱   | MV | 備註 |
| --- | ---------------- | -------------- | -------------- | -- | ---- |
| 1st | 2020年012月09日  | Nobody's fault | Nobody's fault | ★  |      |
| 1st | 2020年012月09日  | Nobody's fault | 乘坐末班地鐵   |    |      |
| 1st | 2020年012月09日  | Nobody's fault | Blue Moon Kiss |    |      |
| 2nd | 2021年04月014日  | BAN            | 偶然的回答     | ★  |      |
| 2nd | 2021年04月014日  | BAN            | Microscope     |    |      |
| 2nd | 2021年04月014日  | BAN            | 櫻坂之詩       |    |      |
| 3rd | 2021年010月013日 | 流彈           | Sonia          |    |      |
| 3rd | 2021年010月013日 | 流彈           | 無言的宇宙     | ★  |      |
| 4th | 2022年04月06日   | 五月雨啊       | 我的兩難       | ★  |      |
| 4th | 2022年04月06日   | 五月雨啊       | I'm in         |    |      |
| 4th | 2022年04月06日   | 五月雨啊       | 行車間距       | ★  |      |

### 專輯
櫸坂46
|         | 發行日期        | 專輯名稱                                   | 參與歌曲名稱             | 備註            |
| ------- | --------------- | ------------------------------------------ | ------------------------ | --------------- |
| 01st    | 2017年07月019日 | 抹黑純真                                   | 星期一的早晨，裙子被剪了 |                 |
| 01st    | 2017年07月019日 | 抹黑純真                                   | 從哪能看見東京鐵塔？     |                 |
| 01st    | 2017年07月019日 | 抹黑純真                                   | 太陽不會選擇抬頭的人     | 櫸&平假名櫸坂46 |
| 01st    | 2017年07月019日 | 抹黑純真                                   | 危險計劃                 |                 |
| 01st    | 2017年07月019日 | 抹黑純真                                   | 你已不在                 |                 |
| 01st    | 2017年07月019日 | 抹黑純真                                   | 芭蕾舞與少年             | 156             |
| 0精選輯 | 2020年010月7日  | 比永遠更長的一瞬間～那時確實存在過的我們～ | 集中精神                 |                 |
| 0精選輯 | 2020年010月7日  | 比永遠更長的一瞬間～那時確實存在過的我們～ | 砂塵                     |                 |

櫻坂46
|      | 發行日期       | 專輯名稱     | 參與歌曲名稱     | 備註 |
| ---- | -------------- | ------------ | ---------------- | ---- |
| 01st | 2022年08月03日 | As you know? | 因條件反射而哭泣 |      |
| 01st | 2022年08月03日 | As you know? | 時光機Yeah！     |      |

## 演出

### 電視劇
- 誰殺了德山大五郎？（2016年7月17日－10月2日，東京電視台）：飾演 尾關梨香[48][49]
- 殘酷的觀眾們（2017年5月18日－7月20日，日本電視台）：飾演 岡本優希[50][51]

### 電台節目
- 櫻坂46 這裡是有樂町星空放送局（2019年4月7日－2022年5月29日，日本放送）- 主要主持人[6]
- 櫻坂46 尾關梨香的All Night Nippon 0(ZERO)（2022年9月4日，日本放送）- 主持人[52][53]

## 書籍

### 數碼寫真集
- 再會（2024年10月2日，週刊Playboy）[54]

## 外部連結
- 尾關梨香的Instagram帳戶（2023年4月6日－）（日語）

櫸坂/櫻坂46時期
- 櫸坂46個人介紹頁（日語）
- 櫻坂46個人介紹頁（日語）
- 尾關梨香 官方部落格 （页面存档备份，存于） - 櫸坂46官方網站（2015年11月13日－2020年10月13日）（日語）
- 尾關梨香 官方部落格 - 櫻坂46官方網站（2020年10月17日－2022年10月31日）（日語）
- 尾關 梨香 （櫻坂46）的SHOWROOM專頁（页面存档备份，存于）（日語）